# Килски канал
Килски канал је 98 km дуг канал који повезује Северно са Балтичким морем и тако скраћује пут за 519 km.
Прва веза између два чвора је био Ајдер канал који је завршен 1784. Имао је дужину од 43 километра и чинио је део 175 километра дугог воденог пута од Кила на Балтичком мору до ушћа реке Ајдер у Северно море. Био је 29 метара широк и 3 метра дубок.
Јуна 1887. почела је изградња новог канала у чијој изградњи је учествовало 9000 радника. Нови канал је званично отворен 20. јуна 1895. Да би се задовољио све већи промет канал је проширен између 1907. и 1914. После Првог светског рата канал је интернационализован. Адолф Хитлер је поништио његов међународни статус 1936. После Другог светског рата канал је поново отворен за све бродове.
Овај канал, заједно са каналом Рајна-Мајна-Дунав, у Немачкој чини један од важнијих канала.